# 2016年12月逝世人物列表
2016年逝世人物列表：1月 - 2月 - 3月 - 4月 - 5月 - 6月 - 7月 - 8月 - 9月 - 10月 - 11月 - 12月
2016年12月逝世人物列表，是用于汇总2016年12月期间逝世人物的列表。

## 依日期排序

### 31日
- 伊姆蒂亞茲·艾哈邁德（英语：Imtiaz Ahmed (cricketer, born 1928)），88歲，巴基斯坦板球對抗賽運動員，死於胸部感染。[1]
- 何群，60岁，中国大陆导演。死於心脏病。[2]
- 大衛·梅爾策（英语：David Meltzer），79歲，美國詩人和音樂家。[3]
- 亨寧·克里斯托弗森（丹麥語：Henning Christophersen），77歲，丹麥政治家。[4]

### 30日
- 胡斯托·穆略爾·加西亞（西班牙語：Justo Mullor García），84歲，西班牙羅馬天主教主教，前教廷大使及宗座傳教士學院（英语：Pontifical Ecclesiastical Academy）院長。[5]
- 雪莉·尼爾·佩蒂斯（英語：Shirley Neil Pettis），92歲，美國政治人物，前美國眾議院加利福尼亞州第三十七國會選區代表議員。[6]
- 艾倫·威廉斯（英语：Allan Williams），86歲，英國商人和前披頭四經理人。[7]
- 黄齐耀（英語：Tyrus Wong），106岁，美国华裔动画师。[8]

### 29日
- SM沙林，88歲，馬來西亞歌手。[9]
- 崔彰鳳（朝鲜语：최창봉），91歲，韓國記者。[10]
- 基恩卡·彭特（英语：Keion Carpenter），39歲，美國美式足球運動員（布法罗比尔、亞特蘭大獵鷹），跌倒受傷。[11]
- 根津甚八（日语：根津甚八 (俳優)），69歲，日本男演員，死於肺炎。[12]

### 28日
- 格雷戈里奥·阿尔瓦雷斯（西班牙語：Gregorio Conrado Álvarez），91歲，前烏拉圭總統。[13]
- 克努特·基塞韋特（英语：Knut Kiesewetter），75歲，德國爵士歌手、作曲家和製片人。[14]
- ，84歲，美國女演員，代表作，嘉莉·費雪的母親，死於中風。[15]
- 讓-克里斯托夫·維克多（英语：Jean-Christophe Victor），69歲，法國政治學家。[16]

### 27日
- 克麗絲·亞當斯（英语：Chrissy Adams），49歲，美國律師，前南卡羅來納州第十巡迴法院（英语：South Carolina Circuit Court）首席事務律師，死於癌症。[17]
- ，60歲，美國演員、作家，曾飾《星際大戰》「莉亞公主」一角，死於心臟病。[18]
- 克勞德·讓莎（英语：Claude Gensac），89歲，法國女演員。[19]
- 賴傳鑑，90歲，台灣畫家。[20]
- 汉斯·蒂特迈尔（德語：Hans Tietmeyer），85歲，前德國聯邦銀行總裁。[4]
- 吳政彥，87歲，台灣政治人物、曾任台中縣清水鎮鎮長，藝人利菁的父親。[21]
- 周金涛，44岁，中国金融人物，中信建投首席经济学家。[22]

### 26日
- 阿紹特·阿納斯塔西安（英语：Ashot Anastasian），52歲，亞美尼亞國際象棋大師。[23]
- 約翰·J·貝努瓦（英語：John J. Benoit），64歲，美國政治人物，前加利福尼亚州参议院與众议院議員，死於胰腺癌。[24]
- 喬治·S·歐文（英语：George S. Irving），92歲，美國演員。[25]

### 25日
- 刘回年，78岁，中国新华社解放军分社原社长，专业技术少将军衔。[26]
- 喬治·麥可（英語：George Michael），53歲，英國歌手，1980年代組合轟！合唱團成員。死於心臟衰竭。[27][28]
- 艾里西歐·蘇比耶拉（英语：Eliseo Subiela），71歲，阿根廷電影導演。[29]
- 2016年俄羅斯國防部圖-154飛機空難著名遇難人士（包括64名亚历山德罗夫红旗歌舞团成員）：
  - 伊麗莎維塔·格林卡（英语：Elizaveta Glinka），54歲，人道主義工作者和慈善活動家。[30]
  - 安東·古班科夫（英语：Anton Gubankov），51歲，學者和記者，國防部文化局長。[31]
  - 瓦列里·哈利洛夫（俄語：Валерий Халилов），64歲，軍樂隊指揮。[32]
- 薇拉·鲁宾（英語：Vera Rubin），88岁，美国天文学家，星系自轉問題的发现者，对暗物质研究有重要贡献。自然死亡。[33]

### 24日
- 程浩，94岁，中国人民政治协商会议第五届全国委员会副秘书长。[34]
- 理查德·亚当斯，（英語：Richard George Adams），96岁，英国小说家。[35]
- 赵尔宓，87岁，中國大陸两栖动物和爬行动物学家，中国科学院成都生物研究所研究员、中国科学院院士。[36]
- 陳俊良，74歲，本名陳俊雄，台灣資深電影、電視導演，死於食道癌。[37]
- 菲利克斯·克里溫（英语：Felix Krivin），88歲，烏克蘭裔以色列作家和詩人。[38]
- 埃德溫·賴內克（英语：Edwin Reinecke），92歲，美國政治人物，前美國眾議院加利福尼亞州第二十七國會選區代表議員與加利福尼亞州副州長。[39]
- 本兮，本名马晓晨，22岁，中国女歌手。[40]

### 23日
- 阿尼斯·阿姆里（德語：Anis Amri），24岁，突尼斯籍难民，2016年柏林圣诞市场卡车冲撞事件嫌疑人，被警方击毙。[41]
- 讓·加格農（英语：Jean Gagnon (bishop)），75歲，加拿大羅馬天主教主教，前天主教加斯佩教区主教。[42]
- 喬治·湯普森（英语：George Thompson (Scottish National Party politician)），88歲，英國政治人物，前英國國會加洛韋選區（英语：Galloway (UK Parliament constituency)）議員。[43]
- 海因里希·席夫（德語：Heinrich Schiff），65岁，奥地利大提琴演奏家。[44]
- 维斯娜·乌洛维奇，66岁，空中乘务员，“无降落伞坠落高度最高并生还”世界纪录保持者。[45]

### 22日
- 威廉·阿比特爾（英语：William Abitbol），67歲，法國政治人物。[46]
- 安德烈·馬特爾（英語：Andre Martel），70歲，美國政治人物，前新罕布什尔州众议院議員。[47]
- K·德懷特·文納爵士（英语：K. Dwight Venner），70歲，聖文森特-聖盧西亞銀行家，東加勒比海中央銀行（英语：Eastern Caribbean Central Bank）第二任行長（1989年－2015年）。[48]

### 21日
- 段一士，90岁，中国理论物理学家，粒子物理与广义相对论专家。[49]
- 刘泽纯，83岁，中国地理学家，南京师范大学资深教授。[50]
- 莫何婉穎，88岁，澳門賭王何鴻燊胞妹，有「十三姑娘」之稱。[51]
- 德迪·戴維斯（英语：Deddie Davies），78歲，威爾斯女演員和音樂人。[52]
- 列米吉尤斯·莫卡威修斯（英语：Remigijus Morkevičius），34歲，立陶宛综合格斗和自由搏擊運動員，中槍身亡。[53]

### 20日
- 托比·海明威（英语：Toby Hemenway），64歲，美國作家和教育家，死於胰腺癌。[54]
- 羅丁詹金勳爵（英语：Patrick Jenkin, Baron Jenkin of Roding），90歲，英國保守黨政治家，社會服務大臣（英语：Secretary of State for Social Services）（1979年－1981年）、工業大臣（英语：Secretary of State for Business, Energy and Industrial Strategy）（1981年－1983年）、環境大臣（英语：Secretary of State for the Environment）（1983年－1985年）。[55]
- 米歇尔·摩根（法語：Michèle Morgan），96岁，法国演员。[56]
- 弗朗西絲·帕特森女爵士（英语：Frances Patterson），62歲，英國高等法院法官。[57]
- 佳干納特·瓦爾馬（英语：Jagannatha Varma），77歲，印度演員。[58]
- 井內秀治（日語：井内 秀治），66歲，日本動畫導演，知名作品《魔神英雄傳》系列。[59]

### 19日
- 张家铝，78岁，中國大陸天文学家、中国科学技术大学教授、中国科学院院士。[60]
- 陈湘粦，77岁，中國大陸鱼类学家，华南师范大学教授。[61]
- 萊昂內爾·布盧（英语：Lionel Blue），86歲，英國拉比、記者和播音員，死於腦退化症併發症。[62]
- 約翰·奧克利爵士（英语：John Oakeley），84歲，英國奧運帆船運動員（1972年）。[63]
- 安德烈·根纳季耶维奇·卡尔洛夫（俄語：Андрей Геннадьевич Карлов），62岁，俄罗斯驻土耳其大使，在土耳其遭枪击身亡。[64]
- 菲德爾·烏里亞特（英语：Fidel Uriarte），71歲，西班牙足球運動員（毕尔巴鄂竞技、國家隊）。[65]

### 18日
- 梁应辰，88岁，中国大陸航运专家、中国工程院院士。[66]
- 丽贝卡·布莱克（英語：Rebecca Black），40歲，新西蘭騎師，堕马伤重不治。[67]
- 恩里克·斯盧來斯（英语：Enrique Cirules），78歲，古巴作家。[68]
- 莎莎·嘉寶（英語：Zsa Zsa Gabor），99歲，匈牙利裔美國電影演員。[69]
- 萊奧·瑪嘉（英语：Léo Marjane），104歲，法國女歌手。[70]

### 17日
- 埃里·克德福特（英语：Eric Defoort），73歲，比利時政治人物，前歐洲自由聯盟主席。[71]
- 亨利·哈姆立克（英語：Henry Heimlich），96岁，美國醫生，發明「哈姆立克急救法」。[72]
- 威廉·H·胡德布爾三世（英语：William H. Hudnut III），84歲，美國政治人物，前印第安納州聯邦眾議員及印第安納波利斯市長（英语：List of mayors of Indianapolis）。[73]

### 16日
- 晉美·多杰·帕巴·比斯塔（英语：Jigme Dorje Palbar Bista），86歲，前木斯塘王国国王，死於肺炎併發症。[74]
- 別基·艾卡拉·艾里克莉（土耳其語：Beki İkala Erikli），48歲，土耳其作家，中槍身亡。[75]
- 魯國鏞（英語：Fred Kwok-Yung Lo），70歲，美籍華裔天文學家，中華民國中央研究院第22屆數理科學組院士。[76]

### 15日
- 克雷格·塞格（英語：Craig Sager），65歲，美國TNT電視網記者、播報員，知名NBA場邊記者，死於急性骨髓性白血病。[77]
- 查克·艾倫（英语：Chuck Allen），77歲，美國美式足球運動員（圣迭戈闪电）。[78]
- 博赫丹·斯莫倫（英语：Bohdan Smoleń），69歲，波蘭喜劇演員和歌手。[79]

### 14日
- 保羅·埃瓦里斯托·阿恩斯（葡萄牙語：Paulo Evaristo Arns），95岁，巴西聖保羅總教區榮休總主教。[80]
- 達德利·史密斯爵士（英语：Dudley Smith），90歲，英國保守黨政治家，下議院布倫特福德和奇西克選區（英语：Brentford and Chiswick (UK Parliament constituency)）（1959年－1966年）及沃里克和萊明頓選區（1968年－1997年）議員。[81]
- 雪莉·戴薩特（英语：Shirley Dysart），88歲，加拿大政治人物，前新不倫瑞克省省議會（英语：Legislative Assembly of New Brunswick）議員。[82]
- 哈夫丹·T·馬勒（英语：Halfdan T. Mahler），93歲，丹麥醫生，前世界衛生組織總幹事。[83]

### 13日
- 勞倫斯·科爾本（英语：Lawrence Colburn），67歲，美國越戰退伍軍人，間接結束美萊村屠殺。[84]
- 拉爾夫·萊口（英语：Ralph Raico），80歲，美國歷史學家。[85]
- 托马斯·克罗姆比·谢林（英語：Thomas Crombie Schelling），95岁，2005年諾貝爾經濟學獎得主。[86]
- 艾伦·锡克（英語：Alan Thicke），69岁，加拿大演员。心脏病发去世。[87]
- 梁世華，69歲，香港中華廠商聯合會行政總裁。[88]
- 刘继瑛，95岁，中国画家，中央文史研究馆馆员。[89]

### 12日
- 韦纯束，95歲，原中央顾问委员会委员，中国共产党广西壮族自治区委员会原副书记，广西壮族自治区人民政府原主席、党组书记[90]
- 邁倫·H·布賴特（英语：Myron H. Bright），97歲，前美国联邦第八巡回上诉法院法官。[91]
- 吉博·埃爾羅德（英语：Jimbo Elrod），62歲，美國美式足球運動員（堪薩斯城酋長），死於交通意外。[92]
- 普賴爾勳爵（英语：Jim Prior, Baron Prior），89歲，英國保守黨政治家，下議院領袖兼樞密院議長（1972年－1974年）、就業大臣（英语：Secretary of State for Employment）（1979年－1981年）、北愛爾蘭大臣（英语：Secretary of State for Northern Ireland）（1981年－1984年）。[93]
- 向隽殊，91岁，中國大陸电影配音大师，曾获第28届中国电影金鸡奖终身成就奖。[94]
- 史永邦（Walter Swinburn），55歲，前英國騎師[95]

### 11日
- 若昂·卡斯特洛（英语：João Castelo），79歲，巴西政治人物，前馬拉尼昂州州長（英语：List of Governors of Maranhão），手術併發症。[96]
- 拉梅什·普拉布胡（英语：Ramesh Prabhoo），78歲，印度政治人物，前孟買市長（英语：Mayor of Mumbai）。[97]

### 10日
- 肯·赫克勒（英语：Ken Hechler），102歲，美國政治人物，前西維吉尼亞州第四國會選區（英语：West Virginia's 4th congressional district）聯邦眾議員及西維吉尼亞州州務卿（英语：Secretary of State of West Virginia）。[98]
- 湯米·麥庫洛（英语：Tommy McCulloch (goalkeeper)），82歲，蘇格蘭足球運動員（克莱德）。[99]
- 张树政，94岁，中国科学院生命科学和医学学部院士。[100]
- 李貞後（朝鲜语：이정후），32歲，韓國前童星，死於癌症。[101][102]

### 9日
- 埃爾西奧·阿爾瓦雷斯（葡萄牙語：Élcio Álvares），84歲，巴西政治人物，前參議員、國防部長及聖埃斯皮里圖州州長（英语：List of Governors of Espírito Santo）。[103]
- 謝爾蓋·利美斯哥（英语：Sergei Lemeshko），44歲，俄羅斯足球運動員。[104]
- 諾拉·奧克斯（英语：Nola Ochs），105歲，美國百歲老人，世界最年長大學畢業生。[105]

### 8日
- 艾倫·厄威克爵士（英语：Alan Urwick），86歲，英國外交官，駐埃及大使（英语：List of diplomats of the United Kingdom to Egypt）（1985年－1987年）、駐加拿大高級專員（英语：List of High Commissioners of the United Kingdom to Canada）（1987年－1989年）、下議院警衛官（1989年－1995年）。[106]
- 胡鵬飛，84歲，台灣企業家，台灣吊車起重界知名人物。[107]
- 帕奇·卡瓦列羅（英语：Putsy Caballero），89歲，美國棒球運動員（費城費城人）。[108]
- 约翰·格伦（英語：John Glenn），95岁，美国首位完成绕地球轨道飞行的宇航员。[109]
- 勒里斯·拉拉（英语：Lélis Lara），90歲，巴西羅馬天主教主教，前天主教伊塔比拉–法布里西亚诺教区主教。[110]
- 吴庆彤，92歲，中華人民共和國国务院参事室原主任（部长级待遇）[111]

### 7日
- 許賢發，80歲，香港社會福利界人士，曾任香港社會服務聯會總幹事、行政局及立法局議員。[112]
- 趙·納瑪斯旺（英语：Cho Ramaswamy），82歲，印度演員和律師。[113]
- 葛瑞格‧雷克（Greg Lake），69歲，英國搖滾樂主唱與吉他、貝斯手。[114]

### 6日
- 戴夫·愛德華茲（英语：Dave Edwards (linebacker)），76歲，美國美式足球運動員（达拉斯牛仔），死於心臟病。[115]
- 查爾斯·B·里德（英语：Charles B. Reed），75歲，美國教育家，前加利福尼亞州立大學校長。[116]
- 彼得·沃恩（英語：Peter Vaughan），93岁，英国男演员，《权力的游戏》中饰演伊蒙学士。[117]

### 5日
- 賈雅蘭姆（英语：Jayalalithaa）（或名賈亞拉莉塔），68歲，印度女演員及前坦米爾納德邦邦長（英语：List of Chief Ministers of Tamil Nadu），死於心臟病。[118][119]
- 莫根斯·卡莫瑞（英语：Mogens Camre），80歲，丹麥政治人物，前丹麥議會及欧洲议会議員。[120]
- 拉里·羅伯茨（英语：Larry Roberts (American football)），67歲，美國美式足球運動員（舊金山49人）。[121]

### 4日
- 荒川博（日語：荒川 博），86歲，日本職棒選手、教練、球評。[122]
- 卡馬魯·法薩西（英语：Kamarou Fassassi），68歲，巴林政治人物，前礦業能源和水利部長。[123]
- 瑪格麗特·惠頓（英语：Margaret Whitton），67歲，美國女演員（《成功的秘密》），死於癌症。[124]

### 3日
- 金桂元（韓語：김계원），94歲，韓國軍人、外交官及政治家。[125]
- 大衛·海爵士（英语：David Hay (cardiologist)），88歲，紐西蘭心臟病學家，反吸煙運動支持者。[126]
- 魯斯塔姆·艾斯達路夫（英语：Rustam Asildarov），35歲，俄羅斯激進領袖（伊斯兰国）。[127]
- 雷米·弗林姆蘭（英语：Rémy Pflimlin），62歲，法國商人，前法國電視台行政總裁。[128]

### 2日
- 萬重山（本名孫效文），80歲，台灣演員。[129]
- 萊爾·鮑克（英语：Lyle Bouck），92歲，美國軍官和退伍軍人（突出部之役），死於肺炎。[130]
- 吉塞拉·梅（英语：Gisela May），92歲，德國女演員和歌手。[131]

### 1日
- 喬·麥克奈特（英语：Joe McKnight），28歲，美式足球運動員（纽约喷气机），中槍身亡。[132]
- 奧斯曼·索烏（英语：Ousmane Sow），81歲，塞內加爾雕塑家。[133]
- 江博明 (Bor-ming Jahn)，77歲，中華民國中央研究院第29屆(數理科學組)院士。[134]